# Medion
Medion AG — немецкая компания по производству разнообразной электроники и бытовой техники. Штаб-квартира находится в Эссене, Германия.
Филиалы присутствуют в двадцати шести странах мира, в том числе в США, Австралии, и Малайзии. Основные виды продукции — это компьютеры (в частности, ноутбуки) и компьютерные принадлежности, телевизоры, холодильники, бытовая техника и многое другое. Ассортимент товаров очень широк — это почти все, что питается от электросети. Компания Medion популярна в Европе, в частности в Германии. Здесь продукция от Medion в значительной мере распространяется через торговую сеть Aldi, а в США через магазины потребительской бытовой электроники Best Buy.
С 2005 года Medion начинает собственный оператор мобильной связи — MedionMobile совместно с E-Plus. Реализуется в немецких магазинах сети Aldi для предоплаченных услуг под названием Aldi Talk.
Компания Medion также производит свою продукцию под разными брендами.

## Собственники
В августе 2011 года китайский концерн Lenovo купил контрольный пакет акций компании Medion.
| Доля в % соотношении | Акционер              |
| -------------------- | --------------------- |
| 79,64 %              | Lenovo                |
| 11,81 %              | В свободном обращении |
| 6,04 %               | Singer                |
| 2,51 %               | Allianz               |

## Бренды компании Medion
- Akoya
- Cybercom
- Cybermaxx
- Life
- Lifetec
- Micromaxx
- Tevion
- Traveler
- Op3n dott